# 下禾坑村
22°31′37″N 114°11′54″E / 22.52708°N 114.198243°E

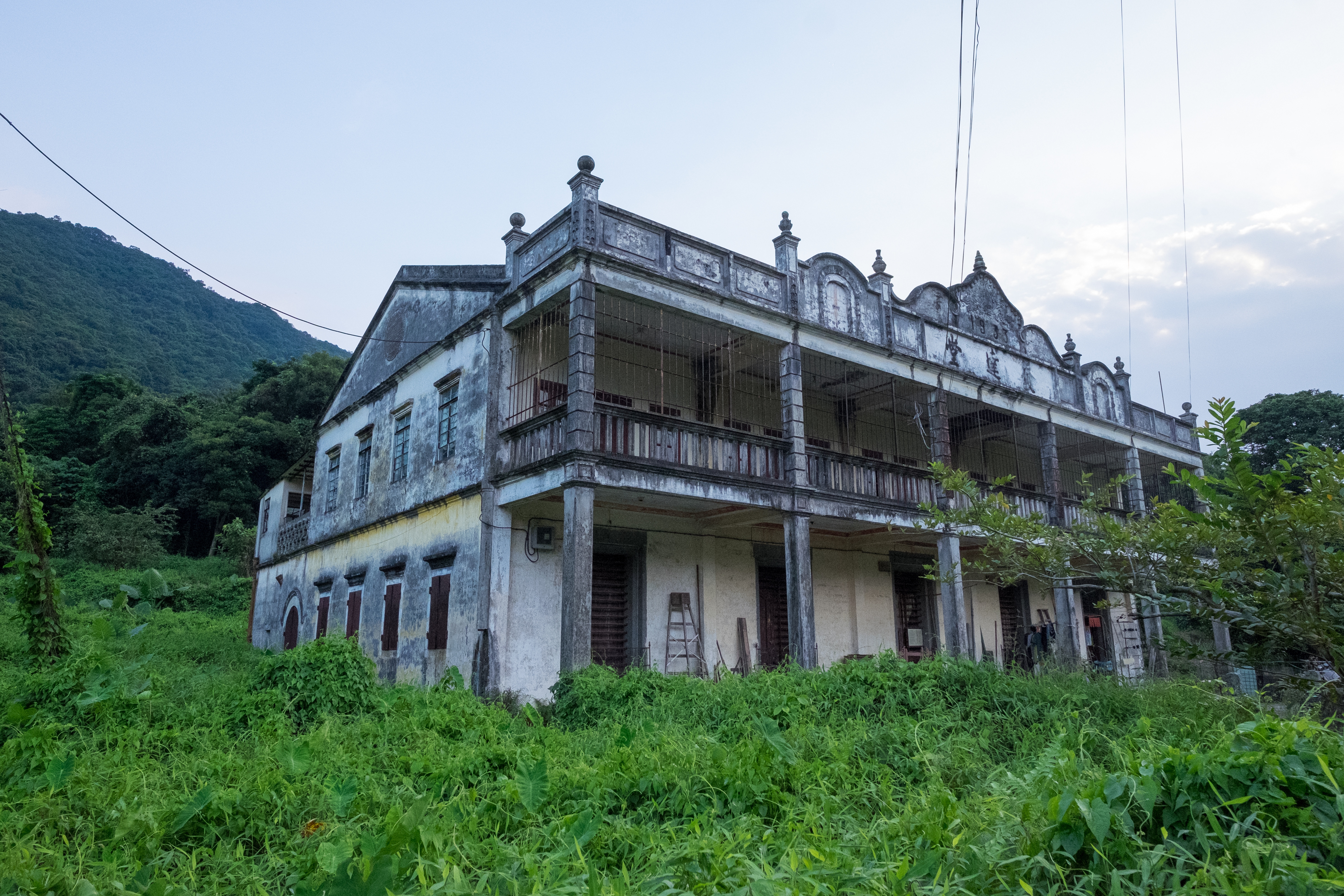
下禾坑發達堂

下禾坑 (字面上的意思是“禾坑下面”，禾坑意為“米穀”) 是一个村庄，位于香港北区沙头角禾坑。

## 历史
下禾坑立於1730年，由客家李氏的成員組成，附近还有一个上禾坑村。

## 建築遺產
發達堂位于下禾坑1-5號，建於1933年，是一座一級歷史建築